# 科羅爾州
科罗尔州（英語：Koror）是帛琉16個行政區之一、重要的商业中心，由科罗尔岛等多个岛屿组成，是前首都科罗尔的所在地。根据2015年的人口统计数据，科罗尔州人口达11,444人，占全国总人口65%。

## 歷史
根據帛琉的口述傳說，柯羅是米拉（Milad）的孩子，因此在傳說故事中佔有一席之地。柯羅同時也是衣伯篤（Ibedul）酋長家族的故鄉。 柯羅的傳統村落分佈於各個火山島與岩礁。
紀錄上最早到達柯羅、巴貝圖阿普島與貝里琉的西方人是1543年1月底發現帛琉的西班牙探險家羅·洛佩斯·德·維拉洛博斯，當時以Los Arrecifes（西班牙語的岩礁之意）的名稱記錄下來。再下一次的西方人造訪，是由法蘭西斯可·帕迪亞（Francisco Padilla）士官長率領的傳教遠征團，搭乘聖三一號（Santísima Trinidad）於1710年的11月與12月到達這三座島。
兩年後，菲律賓都督府的西班牙海軍軍官貝爾納多·德·艾格伊（Bernardo de Egoy）對於帛琉群島進行更詳盡的探索。1919年，柯羅成為日本託管地南洋廳與轄下帛琉支廳的行政中心。1932年9月柯羅島設立柯羅町，柯羅作為帛琉的行政中心長達87年的歷史，隨著2006年首都遷都至恩吉魯穆德而結束。

## 島嶼
- 柯羅島
- 阿拉卡貝桑島：帛琉第二大城鎮梅勇斯（英语：Meyuns）坐落於本島東邊，人口約1200人。
- 馬拉卡爾島：柯羅港位於本島。
- 洛克群島

## 交通
柯羅島以科羅爾—巴貝圖阿普大橋與巴貝圖阿普島艾來州相連。